# Marcus Mosiah Garvey
Marcus Mosiah Garvey mlajši [márkus mosája gárvi mlájši], afro-jamajški založnik, novinar, podjetnik, prerok in mednarodni križar črnskega nacionalizma, * 17. avgust 1887, Saint Ann's Bay, okrožje Saint Ann, Jamajka, † 10. junij, 1940, London, Anglija.

## Življenje in delo
Garvey je sodeloval v največjem organiziranem množičnem gibanju ljudi z afriškim poreklom vseh časov. Postal je znani borec tako imenovanega gibanja »nazaj v Afriko«. V stvarnosti je zgradil gibanje, ki je hotelo navdihniti vse ljudi afriškega porekla za »ponovni zakup« Afrike in da se evropske kolonialne sile umaknejo iz Afrike, in seveda tudi iz drugih dežel po svetu. Z njegovimi besedami: »Nisem se namenil povesti vsega črnskega prebivalstva nazaj v Afriko, tu so črnci, ki niso v redu, in seveda podobno tudi tam ne bodo v redu.«
Garvey je v St. Annu končal klasično gimnazijo. Zasebno ga je poučeval tudi njegov boter Alfred Burrowes, ki je imel tiskarno. Pri štirinajstih je pri Burrowesu postal vajenec in se začel učiti tiskarskega poklica.
Od svojega očeta, ki je bil član prostozidarjev in je imel zasebno knjižnico je Garvey podedoval ljubezen do knjig. Njegova ljubezen do knjig je še posebej prišla do izraza med učenjem za tiskarski poklic pri Burrowesu, saj je tam spoznal ljudi, ki so razpravljali o politiki in družbenih zadevah.
Okoli leta 1906 je odšel v Kingston zaradi boljšega življenja. Najprej je delal s stricem, kasneje pa je delal kot stavec. Do leta 1907 se je zelo dobro izučil tiskarskega dela in postal je dober delovodja. Proti koncu leta 1908 je prvič spoznal organizirano delavsko gibanje, ko so tiskarji, ki jih je predstavljala Tiskarska zveza, začeli stavkati za boljše plače. Garvey se je pridružil stavki, čeprav so mu ponudili boljšo plačo. Stavka ni uspela in Garvey je izgubil svojo službo. Prišel je na črni seznam zasebne industrije, vendar je našel zaposlitev pri vladni tiskarni.
Po njem se imenuje garveyjizem, ki nadaljuje tradicijo etiopianizma in panafrikanizma. Ti dve gibanji sta že v 18. stoletju s pomočjo religioznega mišljenja vzpostavili in okrepili črnsko istovetnost. Na mladega Garveyja je vplival prav panafrikanizem s pomočjo Roberta Lova. Pri dvaindvajsetih letih je začel obiskovati skoraj vse države Srednje Amerike. Leta 1910 je delal v Kostariki kot oskrbnik na plantaži banan. Opazoval je delovne razmere črncev in se je odločil, da bo spremenil življenje svojih ljudi.
Obiskal je področje ob Panamskem prekopu in videl kako živijo in delajo ljudje s Karibov. Odšel je v Ekvador, Nikaragvo, Honduras, Kolumbijo in Venezuelo. Povsod se je lahko prepričal o stiskah in trpljenju črncev.
Za kratek čas se je vrnil na Jamajko, leta 1912 pa je odšel v Anglijo. Vedno bolj je proučeval suženjstvo, kolonializem in druge oblike belske nadvlade. Pri tem se ni zadovoljeval z delnimi rešitvami in reformizmom nekaterih črnskih skupin. Leta 1914 se je vrnil na Jamajko in ustanovil organizacijo Universal Negro Improvement Association (U.N.I.A.).
Začel si je dopisovati z afroameriškim vzgojiteljem in pisateljem Bookerjem Taliferom Washingtonom. Leta 1916 je odšel v ZDA, da bi predaval. Leta 1917 je v Harlemu nastala prva podružnica U.N.I.A. Zastava njegove organizacije je rdeče-črno-zelena. Do leta 1920 je imela zveza nad 1100 podružnic v več kot 40. državah.
Predlagal je več zamisli za pospeševanje družbene, politične in gospodarske svobode za črnce. Ustanovil je paroplovno delniško družbo Black Star Line in njeno naslednico Black Cross Navigation and Trading Company. Naslednji podvig je bila Negro Factories Corporation, ki si je prizadevala »za izgradnjo in upravljanje tovarn v velikih industrijskih središčih v ZDA, Srednji Ameriki, Karibih in Afriki, s katerimi bi proizvajali vse kar je možno prodati na trgu.« Ustanovili so tudi verigo trgovin z živili, restavracijo, pralnico, krojaško in šiviljsko delavnico, trgovino z modnim blagom in tiskarno.
Po preiskavi FBI so Garveyja leta 1925 obsodili in zaprli v Zvezni zapor v Atlanti. Še danes ga poskušajo oprostiti obsodb. Njegovo kazen so kasneje znižali. Novembra 1927 so ga iz New Orleansa pregnali na Jamajko. Tu ga je v pristanišču Orrett v Kingstonu pričakala velika množica. Do predstavništev UNIA-e je korakal sprevod in godba.
Leta 1928 je potoval v Ženevo, kjer je za Ligo narodov predstavil »Peticijo črnske rase«. Peticija je poudarjala zlorabo črncev po celem svetu in zahtevala odškodnino.
Septembra 1929 je ustanovil Ljudsko politično stranko (People's Political Party (PPP)), prvo sodobno politično stranko na Jamajki, ki se je osredotočala na delavske pravice, izobrazbo in pomoč revnim.
Leta 1935 je odšel v London, kjer je živel in delal vse do svoje smrti.
Garveyjevo telo so balzamirali in pokopali na pokopališču Kendal Green Cemetery v Londonu. Novembra leta 1964 so njegove ostanke vrnili na Jamajko in ga pokopali na pokopališču National Heroes Park. Garveyja so po smrti proglasili za prvega narodnega heroja Jamajke.
Oče Martina Luthra Kinga mlajšega, kakor tudi Malcolma X sta bila Garveyjeva privrženca.
Rastafarijanci ga smatrajo za največjega preroka, oziroma za verskega preroka ali celo za reinkarnacijo Janeza Krstnika. O njem že celo svoje glasbeno življenje poje Winston Rodney »Burning Spear«, saj pravi, da so pozabili nanj in da nikakor ni bil kriminalec, kot to želijo nekateri prikazati, češ, da je goljufal ameriško pošto. V ZDA je odšel le za kratek čas, da bi pomagal nekaterim ljudem. Lahko bi rekli, Garvey je bil preprost človek, ki je imel veliko srce.